# متیو کواد (بازیکن فوتبال)
متیو کواد (انگلیسی: Matthew Coad؛ زادهٔ ۲۵ سپتامبر ۱۹۸۴) بازیکن فوتبال اهل بریتانیا است.
از باشگاه‌هایی که در آن بازی کرده‌است می‌توان به باشگاه فوتبال یورک سیتی و باشگاه فوتبال کروک تاون اشاره کرد.